# Municipio de Phillips
El municipio de Phillips (en inglés: Phillips Township) es un municipio ubicado en el condado de White en el estado estadounidense de Illinois. En el año 2010 tenía una población de 1258 habitantes y una densidad poblacional de 7,32 personas por km².

## Geografía
El municipio de Phillips se encuentra ubicado en las coordenadas 38°10′22″N 88°2′52″O / 38.17278, -88.04778. Según la Oficina del Censo de los Estados Unidos, el municipio tiene una superficie total de 171.94 km², de la cual 168,49 km² corresponden a tierra firme y (2 %) 3.45 km² es agua.

## Demografía
Según el censo de 2010, había 1258 personas residiendo en el municipio de Phillips. La densidad de población era de 7,32 hab./km². De los 1258 habitantes, el municipio de Phillips estaba compuesto por el 97,85 % blancos, el 0,08 % eran afroamericanos, el 1,19 % eran amerindios, el 0,4 % eran asiáticos, el 0,24 % eran de otras razas y el 0,24 % eran de una mezcla de razas. Del total de la población el 0,48 % eran hispanos o latinos de cualquier raza.